# Tical 2000: Judgement Day
Albums de Method Man
Tical
(1994) Tical Ø: The Prequel
(2004)
Singles
1. Judgement Day
Sortie : 20 octobre 1998
2. Break Ups 2 Make Ups
Sortie : 12 janvier 1999

Tical 2000: Judgement Day est le deuxième album studio de Method Man, membre du Wu-Tang Clan, sorti le 17 novembre 1998.
L'album s'est classé 1er au Top R&B/Hip-Hop Albums, 2e au Billboard 200 et 5e au Canadian Albums Chart et s'est vendu à 441 000 exemplaires la première semaine. Il a été certifié disque de platine le 16 décembre 1998 par la RIAA.
Tical 2000: Judgement Day a été accueilli plutôt favorablement par les critiques en dépit du fait que certains ont désapprouvé la surabondance de skits.

## Liste des titres
| No  | Titre                                                                              | Contient un (des) sample(s) de | Durée |
| --- | ---------------------------------------------------------------------------------- | --- | ----- |
| 1.  | Judgement Day (Intro)                                                              | | 0:52  |
| 2.  | Perfect World                                                                      | | 3:00  |
| 3.  | Cradle Rock (featuring Left Eye et Booster)                                        | Rock-a-bye Baby (Traditionnel) Bright Tomorrow des Mighty Clouds of Joy How High (Remix) de Method Man & Redman                                                      | 4:13  |
| 4.  | Dangerous Grounds (featuring Streetlife)                                           | | 4:07  |
| 5.  | Sweet Love (skit)                                                                  | | 0:06  |
| 6.  | Sweet Love (featuring Cappadonna et Streetlife)                                    | What the World Needs Now de Carla Thomas P.L.O. Style de Method Man featuring Carlton Fisk Ice Cream de Raekwon featuring Ghostface Killah, Cappadonna et Method Man | 3:29  |
| 7.  | Shaolin What (skit)                                                                | | 2:19  |
| 8.  | Torture                                                                            | | 3:23  |
| 9.  | Where's Method Man? (skit) (featuring Ed Lover)                                    | | 1:04  |
| 10. | Suspect Chin Music (featuring Streetlife)                                          | P.L.O. Style de Method Man featuring Carlton Fisk | 4:52  |
| 11. | Retro Godfather                                                                    | Warp Factor II de Montana I'll Do Anything for You de Denroy Morgan                                                                                                  | 2:50  |
| 12. | Dooney Boy (skit)                                                                  | | 0:15  |
| 13. | Spazzola (featuring Inspectah Deck, Killa Sin, Masta Killa, Raekwon et Streetlife) | Call Me d'Aretha Franklin | 3:54  |
| 14. | Check Writer (skit)                                                                | | 0:13  |
| 15. | You Play Too Much (skit) (featuring Chris Rock)                                    | | 1:31  |
| 16. | Party Crasher                                                                      | Did You Forget de Jimmy Hughes | 3:53  |
| 17. | Grid Iron Rap (featuring Streetlife)                                               | | 3:23  |
| 18. | Step by Step                                                                       | Step in the Arena de Gang Starr | 3:34  |
| 19. | Play IV Keeps (featuring Inspectah Deck, Mobb Deep, Streetlife et Hell Razah)      | | 3:33  |
| 20. | Donald Trump (skit)                                                                | | 0:11  |
| 21. | Snuffed Out (skit) (featuring Streetlife)                                          | So Tired des Chambers Brothers | 1:39  |
| 22. | Elements (featuring Polite et Star)                                                | Everybody's Got to Believe in Somebody de Dee Dee Warwick Is It Him or Me de Jackie Jackson                                                                          | 3:58  |
| 23. | Killin' Fields (featuring Cho-Flo)                                                 | Something de Bloodstone The Projects du Wu-Tang Clan | 4:03  |
| 24. | Big Dogs (featuring Redman)                                                        | Skin Tight des Ohio Players Tell 'Em d'Erick Sermon featuring Keith Murray et Roz                                                                                    | 3:29  |
| 25. | Break Ups 2 Make Ups (featuring D'Angelo)                                          | Soon I'll Be Loving You Again de Marvin Gaye | 3:53  |
| 26. | Message from Penny (skit) (featuring Janet Jackson)                                | | 0:28  |
| 27. | Judgement Day                                                                      | Theme From Star Trek d'Alexander Courage Say What You Want (All Day, Every Day) de Texas et le Wu-Tang Clan                                                          | 6:00  |
| 28. | CEOutro                                                                            | | 0:04  |